# Guadalupe (Antioquia)
Guadalupe è un comune della Colombia facente parte del dipartimento di Antioquia.
Il centro abitato venne fondato da Eleuterio Restrepo e Francisco Valdés nel 1757, mentre l'istituzione del comune è del 1964.